# Gare de Takaoka
La gare de Takaoka (高岡駅, Takaoka-eki) est une gare ferroviaire située à Takaoka, dans la préfecture de Toyama au Japon. Elle est exploitée par les compagnies JR West et Ainokaze Toyama Railway.

## Situation ferroviaire
La gare de Takaoka est située au point kilométrique (PK) 22,8 de la ligne Ainokaze Toyama Railway. Elle marque le début des lignes Himi et Jōhana.

## Histoire
La gare de Takaoka a été inaugurée le 1er novembre 1898.

## Service des voyageurs

### Accueil
La gare dispose d'un bâtiment voyageurs, avec guichets, ouvert tous les jours.

### Desserte
- Ligne Jōhana :

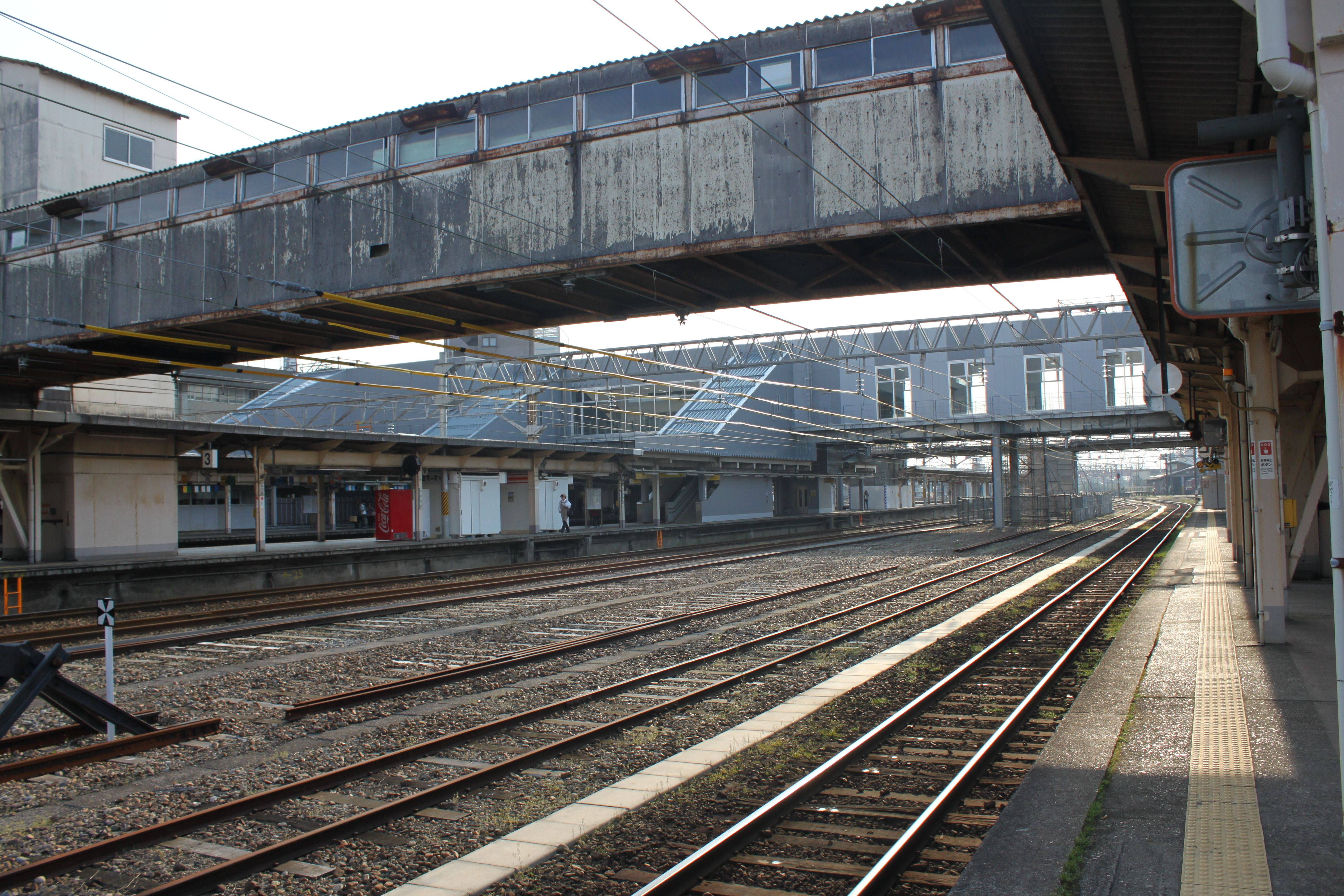
Vue des quais.

  - voies 1 et 2 : direction Shin-Takaoka et Jōhana
- Ligne Ainokaze Toyama Railway :
  - voies 2, 3 , 5 et 6 : direction Toyama, Ichiburi et Naoetsu
  - voies 3 et 4 : direction Kurikara et Kanazawa
- Ligne Himi :
  - voies 6 et 7 : direction Himi

### Intermodalité
L'arrêt Takaoka du tramway de Takaoka est situé à proximité immédiate de la gare.